# キャロライン・オブ・アーンズバック
ウィルヘルミナ・シャーロット・キャロライン・オブ・アーンズバック（英: Wilhelmina Charlotte Caroline of Ansbach, 1683年3月1日 - 1737年11月20日）は、グレートブリテン王ジョージ2世の王妃。父はホーエンツォレルン家支流のブランデンブルク＝アンスバッハ辺境伯ヨハン・フリードリヒ、母はザクセン＝アイゼナハ公ヨハン・ゲオルク1世の娘エレオノーレ。
ドイツ語名はカロリーネ・フォン・アンスバッハ（Caroline von Ansbach）またはカロリーネ・フォン・ブランデンブルク＝アンスバッハ（Caroline von Brandenburg-Ansbach）。

## 生涯

### 幼年時代
アンスバッハで生まれ、3歳の時父を失う。1692年まで母と共にドレスデンで暮らすが、同年4月に母がザクセン選帝侯ヨハン・ゲオルク4世と再婚し、ライプツィヒへ移ったため、後見人となった同族のブランデンブルク選帝侯フリードリヒ3世（後に初代プロイセン王フリードリヒ1世となる）に引き取られ、ベルリンで暮らす。フリードリヒ1世の妃ゾフィー・シャルロッテは後のイギリス国王ジョージ1世の妹であったが、兄妹の母であるハノーファー選帝侯エルンスト・アウグスト妃ゾフィーがベルリンの娘の館をたびたび訪問するうち、賢明な少女であったカロリーネを見知ったといわれる。ゾフィーは後にイギリス国王ジョージ2世となる自分の孫のハノーファー選帝侯世子ゲオルク・アウグストの嫁探しに熱心であった。
ゾフィー・シャルロッテ王妃の下には哲学者・数学者でハノーファー選帝侯家の外交顧問を務めていたライプニッツが訪問することもあり、カロリーネは彼に指導を受けた。この頃、後の神聖ローマ皇帝カール6世との縁談があったが、プロテスタントであった彼女はカトリックへの改宗を拒み、ライプニッツを通じて縁談を断った。

### イギリスへ
1705年2月にゾフィー・シャルロッテを亡くし悲しみに暮れるが、9月にゲオルク・アウグストと結婚した。結婚後はハノーファーに住み、ゾフィーとライプニッツの指導を受けて、将来のイギリス行きに備えて英語の勉強に励んだ。1707年に天然痘にかかり命の危険に晒されるが、夫の看病の甲斐あってか回復した。1714年6月8日にゾフィーの散歩についていったが、雨の中で体調を崩して亡くなったゾフィーを看取った。結婚生活で恩人の死という不幸はあったが、翌1715年からゾフィーの姪で夫の従伯母に当たるオルレアン公フィリップ1世妃エリザベート・シャルロット（リーゼロッテ）と文通を交わし合った。
同年8月1日に舅がジョージ1世としてイギリス国王に即位すると、舅や夫より少し後に娘3人を連れて10月11日にケントに上陸、ロンドンへ移住した。その際、既に7歳になっていた長男フリードリヒ・ルートヴィヒ（フレデリック・ルイス）をハノーファーへ残していかねばならなかった（ジャコバイトによる暴動・襲撃を警戒しての措置であったという）。しかし、ロンドンへ行く途中でイギリス国民の大歓迎を受け、プリンセス・オブ・ウェールズ・キャロラインの絶叫が絶えることが無かったほどだった。国民は王族を見るのが久しぶりで、美人で背が高く容姿端麗なキャロラインを熱狂的に迎え、キャロラインもイギリスを好意的に見るようになっていった。
イギリスで国民人気を獲得したキャロラインだが、家庭では苦労させられた。親子仲が悪い舅と夫の間に板挟みになり、舅の名誉を損なわず夫を守り、ロバート・ウォルポール（後に首相）に助けられたが、1717年にセント・ジェームズ宮殿で次男ジョージ・ウィリアムを出産した際、洗礼式で舅が夫と不仲のニューカッスル公爵トマス・ペラム＝ホリスを出席、それに腹を立てた夫がニューカッスル公を殴る事件を起こし、報告を聞いて激怒した舅により夫共々宮殿から追放されレスター・ハウスへの移住を余儀無くされた。
1727年に舅が崩御して夫がジョージ2世として即位すると、イギリスの事情に通じず、好戦的で思慮が足りないとされた王の助言役に徹し首相ウォルポールを助けた。先代から首相を務めるウォルポールを嫌っていたジョージ2世だが、ウォルポールが宮廷費増額を実現させると態度を一変してウォルポールを支持、ウォルポール贔屓のキャロラインの根回しもあり、王と政権の関係は安定化していった。政治の世界に決して表立たなかったキャロラインだが、ジョージ2世の統治がキャロライン＝ウォルポールの連携で進んでいることを知る国民は、戯れ歌にして王妃を讃え、王をからかった。
| 「 | 小粋なジョージ、威張って歩いたところで無駄だろう、本当に治めているのは王妃キャロライン、あんたじゃないってみんながわかってる | 」 |

キャロラインはジョージ2世がハノーファーを訪問し、不在となると摂政を務めた。学問・芸術にも深い関心を寄せていて、イギリスに帰化した音楽家のヘンデルとはドイツにいたときからの知り合いであった。アイザック・ニュートンとも親交を結んでいた。また当時のイギリスでは天然痘の死亡率が高く、キャロラインは種痘（人痘法）の必要性を説いていたといわれ、1722年に2人の娘に接種させている。リーゼロッテは異母妹宛ての手紙でキャロラインの種痘の試みに感心したことを書き送り、ヴォルテールも著書『哲学書簡』でキャロラインの種痘を称賛している。
1728年、成年に達していた長男フレデリック・ルイスがイギリスへ移住する。それから数年間、ジョージ2世とキャロラインはフレデリック・ルイスの悪行に手を焼くことになる。両親から14年余りも離れて育った王太子は両親の言うことを聞かず、王の寵臣ウォルポールの政敵を集めて反抗したり、プリンス・オブ・ウェールズの歳費増額を政府に要求したりで、ことごとく楯突いた。キャロラインが自ら選んだプリンセス・オブ・ウェールズのオーガスタが息子との間の緩衝剤となるかと期待したが、それもならなかった。フレデリック・ルイスは結婚後に一転して家庭的な夫となり、宮廷から距離を置くが、両親との仲は悪いままだった。

### 夫との関係
1737年にヘルニアの手術の失敗のため54歳で死去するまで、ジョージ2世とは良好な夫婦関係を保った。しかし、好色といわれてきたハノーヴァー朝の例に漏れず、ジョージ2世は多くの愛人を持ったことで知られる。そのうちの有名な愛妾は、キャロラインの寝室付き女官を務め、後には衣服係女官（王妃付き女官の最高位）となったサフォーク伯チャールズ・ハワード夫人ヘンリエッタ・ハワードである。だがキャロラインはヘンリエッタやジョージ2世と良好な関係を保ち、ヘンリエッタに宮廷の諸事を任せ、ヘンリエッタの方も1734年にジョージ2世との関係が切れて辞職するまで、何事につけてキャロラインと相談し合っていた。
とはいえジョージ2世がアマーリエ・ゾフィー・フォン・ヴァルモーデンに夢中になった時は流石に怒り、1735年に息子の嫁選びにハノーファーへ向かったジョージ2世がアマーリエを愛人にして一向にイギリスへ戻らず、困り果てたウォルポールからアマーリエを新しい愛人に認めてジョージ2世の帰国を促すことを切り出されると激怒、ウォルポールにそれまでの夫に対する不満をぶちまけた。しかしウォルポールに宥められ落ち着きを取り戻すと、アマーリエを愛人にすることと王宮入りを認め、翌1736年にジョージ2世がイギリスへ戻り一件落着となった。アマーリエだけでなく他の愛人たちにも王宮の一室を与え、監督に努めたという。
有名な逸話として、死期を悟ったキャロラインは、自分を見舞うジョージ2世に対し、自分が死んだら再婚して欲しいと言ったという。それに対しジョージ2世は『愛人はつくるが、再婚はしない』と宣言し、キャロラインをあきれさせた。キャロラインはウェストミンスター寺院に埋葬された。ジョージ2世は23年後の1760年に亡くなるまで宣言を守り、愛人は作ったが、再婚しなかった。王妃の遺言に従い、王は王妃の棺と並びあう王の棺の横板と、王妃の棺の横板を外させた上で埋葬された。そうすれば、2人で1つの棺に入れるからだった。
当時のイギリス国民は王妃キャロラインの死を悼み、トランプをするときにはQ（クイーン）抜きでやったと言われている。ヘンデルも王妃の死を大変悲しみ、王室の依頼をうけて葬送のアンセム『シオンへ至る道は悲しみ』を作った。

## 子女
- フレデリック・ルイス（1707年 - 1751年） - 王太子（プリンス・オブ・ウェールズ）、ジョージ3世の父
- アン（1709年 - 1759年） - オラニエ公ウィレム4世妃
- アメリア・ソフィア・エレノア（英語版）（1711年 - 1786年）
- キャロライン・エリザベス（1713年 - 1757年）
- ジョージ・ウィリアム（1717年 - 1718年）
- ウィリアム・オーガスタス（1721年 - 1765年） - カンバーランド公
- メアリー（1723年 - 1772年） - ヘッセン＝カッセル方伯フリードリヒ2世妃
- ルイーズ（1724年 - 1751年） - デンマーク・ノルウェー王フレゼリク5世妃